# Rhophitulus friesei
Rhophitulus friesei är en biart som beskrevs av Adolpho Ducke 1907. Rhophitulus friesei ingår i släktet Rhophitulus och familjen grävbin. Inga underarter finns listade i Catalogue of Life.